# Półwysep Indyjski

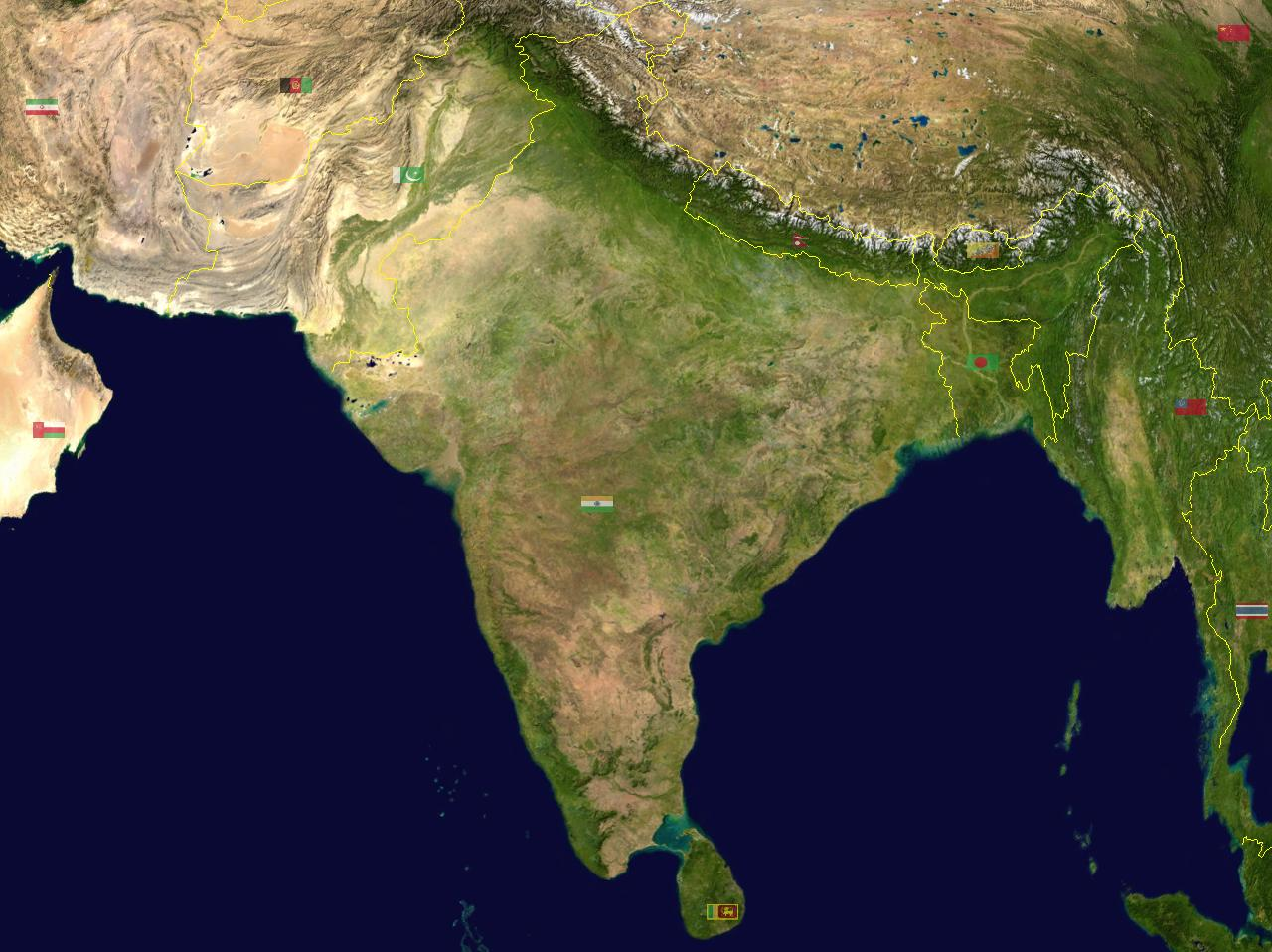
Półwysep Indyjski – zdjęcie satelitarne

Półwysep Indyjski – trójkątny półwysep w Azji Południowej, wcinający się w Ocean Indyjski – od zachodu oblewa go Morze Arabskie, a od wschodu – Zatoka Bengalska. Od północy ograniczony jest nizinami Indusu i Gangesu, na południu łączy się, częściowo podwodnym, Mostem Adama z Cejlonem. Zajmuje powierzchnię blisko 2,1 mln km², czyli około 2/3 terytorium Indii.
Długość maksymalna 2000 km, szerokość maksymalna 1700 km. Krawędzie niskie i słabo rozczłonkowane. Wnętrze półwyspu zajmuje rozległa i sfałdowana wyżyna Dekan, opadająca stromo ku wąskim, nadbrzeżnym nizinom.